# Lista monumentelor istorice din județul Brașov - Z

Simbol pentru monumentele istorice

Lista monumentelor istorice din județul Brașov - Z cuprinde monumentele istorice înscrise în Patrimoniul cultural național al României și aflate în localități ce încep cu litera Z din județul Brașov.
Lista completă este menținută și actualizată periodic de către Ministerul Culturii, Cultelor și Patrimoniului Național din România, prin intermediul Institutului Național al Patrimoniului, ultima versiune datând din 2015. Această listă cuprinde și actualizările ulterioare, realizate prin ordin al ministrului culturii.
| Cod LMI                            | Denumire                            | Localitate                   | Localizare | Datare, Creatori | Imagine               | Erori             |
| ---------------------------------- | ----------------------------------- | ---------------------------- | --- | ---------------- | --------------------- | ----------------- |
| BV-II-a-B-11850 (RAN: 40508.04)    | Centrul istoric                     | oraș Zărnești                | N-str. Mețianu Ioan, Mitropolit; E - str. Eminescu Mihai; S - str. Șenchea Ioan; V - str. Baiulescu Bartolomeu, Mitropolit | sec. XVIII - XIX |                       | Raportează eroare |
| BV-II-a-A-11851                    | Ansamblul bisericii „Sf. Nicolae”   | oraș Zărnești                | Str. Spârchez Tiberiu 1 45.5606°N 25.3161°E                                                                                | Sec. XVI-XIX     | Alte imagini          | Raportează eroare |
| BV-II-m-A-11851.01 (RAN: 40508.02) | Biserica „Sf. Nicolae”              | oraș Zărnești                | Str. Spârchez Tiberiu 1 | sec. XIX         |                       | Raportează eroare |
| BV-II-m-A-11851.02                 | Paraclis                            | oraș Zărnești                | Str. Spârchez Tiberiu 1 | sec. XVI - XIX   | Încarcă foto \| video | Raportează eroare |
| BV-II-m-A-11852 (RAN: 40508.03)    | Biserica „Nașterea Maicii Domnului” | oraș Zărnești                | Str. Tei 15 45.56221°N 25.31259°E                                                                                          | sec. XVIII       | Alte imagini          | Raportează eroare |
| BV-II-m-B-11853 (RAN: 42049.02)    | Biserica „Sf. Treime”               | sat Zizin; comuna Tărlungeni | Str. Horea 17 | sec. XVIII       | Încarcă foto \| video | Raportează eroare |
| BV-II-m-B-11854                    | Casă                                | sat Zizin; comuna Tărlungeni | Str. Vladimirescu Tudor 478                                                                                                | sec. XIX         | Încarcă foto \| video | Raportează eroare |